# Sternotomis runsoriensis
Sternotomis runsoriensis là một loài bọ cánh cứng trong họ Cerambycidae.